# ديوي جونسون
ديوي جونسون (بالإنجليزية: Dewey Johnson)‏ هو محامي وسياسي أمريكي، ولد في 6 نوفمبر 1939 في الولايات المتحدة، وتوفي بنفس المكان في 18 سبتمبر 1941. انتخب عضو مجلس النواب الأمريكي.